# Premis Oscar de 1929
Els Premis Oscar de 1929 van ser presentats el 3 d'abril de 1930 a un sopar a l'Hotel Ambassador a Los Angeles, i va ser retransmesos per ràdio. Les pel·lícules que competien havien d'haver-se estrenat entre el 2 d'agost de 1928 i el 31 de juliol de 1929. Aquesta segona cerimònia va incloure diversos canvis respecte a la primera. Els més importants van ser que els guanyadors no van ser anunciats amb anterioritat. A més, el nombre de categories va baixar de dotze a set.
És l'única cerimònia dels Oscar en què només han sigut anunciats els guanyadors, no els nomintats. Per tant, tots els nominats posats aquí són no oficials, però recolzats per la base de dades de l'Acadèmia de les Arts i les Ciències Cinematogràfiques, ja que les pel·lícules van ser avaluades pels jutges.
Tant aquesta com la següent cerimònia van ser l'any 1930. Aquesta compensació va permetre que les futures cerimònies sempre foren una a l'any, i premiaren a les pel·lícules de l'any natural anterior.

## Premis
| Millor pel·lícula | Millor direcció |
| --- | --- |
| - The Broadway Melody (Irving Thalberg i Lawrence Weingarten per Metro-Goldwyn-Mayer) - Alibi (Roland West per United Artists) - In Old Arizona (Winfield Sheehan per Fox Film Corporation) - The Hollywood Revue of 1929 (Irving Thalberg i Harry Rapf per Metro-Goldwyn-Mayer) - The Patriot (Ernst Lubitsch per Paramount Pictures)                                                                  | - Frank Lloyd per The Divine Lady - Lionel Barrymore per Madame X - Harry Beaumont per The Broadway Melody - Irving Cummings per In Old Arizona - Frank Lloyd per Drag - Frank Lloyd per Weary River - Ernst Lubitsch per The Patriot                                                                                   |
| Millor actor | Millor actriu |
| - Warner Baxter per In Old Arizona com a The Cisco Kid - George Bancroft per Thunderbolt com a Thunderbolt Jim Lang - Chester Morris per Alibi com a Chick Williams - Paul Muni per The Valiant com a James Dyke - Lewis Stone per The Patriot com a Pere Lluís von der Pahlen | - Mary Pickford per Coquette com a Norma Besant - Ruth Chatterton per Madame X com a Jacqueline Floriot - Betty Compson per The Barker com a Carrie - Jeanne Eagels per The Letter com a Leslie Crosbie - Corinne Griffith per The Divine Lady com a Emma Hart - Bessie Love per The Broadway Melody com a Hank Mahoney |
| Millor guió | |
| - Hanns Kräly per The Patriot - Tom Barry per In Old Arizona - Tom Barry per The Valiant - Elliott J. Clawson per The Cop - Elliot Clawson per The Leatherneck - Elliot Clawson per Sal of Singapore - Elliot Clawson per Skyscraper - Hanns Kräly per The Last of Mrs. Cheyney - Josephine Lovett per Our Dancing Daughters - Bess Meredyth per A Woman of Affairs - Bess Meredyth per Wonder of Women | |
| Millor fotografia | Millor direcció artística |
| - Clyde De Vinna per White Shadows in the South Seas - George Barnes per Our Dancing Daughters - Arthur Edeson per In Old Arizona - Ernest Palmer per Els àngels del carrer - Ernest Palmer per 4 Devils - John Seitz per The Divine Lady | - Cedric Gibbons per The Bridge of San Luis Rey - Hans Dreier per The Patriot - Mitchell Leisen per Dynamite - William Cameron Menzies per Alibi - William Cameron Menzies per The Awakening - Harry Oliver per Els àngels del carrer                                                                                   |